# Croilia mossambica
Croilia mossambica е вид лъчеперка от семейство Попчеви (Gobiidae), единствен представител на род Croilia.

## Разпространение
Видът е разпространен в Мозамбик и Южна Африка (Квазулу-Натал).